# Джил Поул
Джилл Поул (англ. Jill Pole) — персонаж литературного цикла «Хроники Нарнии», одноклассница Юстаса Вреда. Джилл Поул появляется в двух книгах цикла: «Серебряное кресло» и «Последняя битва». Также в конце фильма «Хроники Нарнии: Покоритель зари» было упомянуто, что к Юстэсу в гости пришла Джилл Поул.

## Биография
Джилл поул впервые появляется в «Серебряном кресле». Она очень ранима, но добра и честна с окружающими. Дружелюбна, но забывчива (в частности, забыла некоторые знаки, о которых ей сказал Аслан в «Серебряном кресле», из-за этого герои попадают в неприятности). Возможно, она ровесница Юстэса, тогда во время Последней битвы ей было 16 лет. Вместе с Юстасом попадает в Нарнию благодаря помощи Питера и Эдмунда: они нашли волшебные кольца. В нашем мире Джилл и Юстас погибают в железнодорожной катастрофе, в Нарнии происходит апокалипсис, так Джилл с Юстасом попадают в мир Аслана (вероятно, Царство Небесное), где они останутся навсегда вместе с Дигори, Полли, Питером, Люси и Эдмундом.

## Образ
В постановке BBC 1990 года «Хроники Нарнии» Джилл Поул сыграла Камилла Пауэр.
В фильме 2010 года Хроники Нарнии: Покоритель Зари Джилл Поул упоминается в конце: она в гостях у Юстаса, хотя ее не показывают в кадре. Этого эпизода нет ни в оригинальной книге, ни в теле-адаптации BBC.